# 南風原朝保
南風原朝保（日語：南風原朝保／ともやす はえはらTomoyasu Haehara，1893年1月5日—1957年2月21日）是一名出身於日本沖繩縣那霸的醫師，:25:24主要研究血型、血清與破傷風。:75先後在西伯利亞與宮古島行醫後，於1919年臺灣日治時期來臺。曾任臺北廳稻江醫院醫員、臺北醫院第一內科囑託、臺北第一高等女學校囑託以及臺灣總督府中央研究所衛生部細菌學第一研究室囑託。:75辭職後他於1924年開設南風原醫院，2018年因捷運萬大線開發計畫已拆除。:72其在行醫之外參加臺灣愛書會、璞玉あらたま短歌社、日本醫家美術協會以及擔任《南島》雜誌編輯。南風原朝保於戰後擔任在臺沖繩縣人會會長與沖繩同鄉聯合會副會長，負責與當局和美軍交涉並處理一萬名在臺沖繩人撤離問題。:240返回沖繩後在那霸市開設醫院，並擔任首屆沖繩醫學會會長，1957年因癌症去世。:250、282

## 生平

### 早年與來臺前生活
南風原朝保在明治二十六年（1893年）1月5日出生於日本沖繩縣那霸，父親少歸家，母親以賣豆腐維生。:25-2815歲時進入沖繩醫生教習所，並在教習所習醫四年，在畢業前夕由於醫術業開業甄試制度廢止，沖繩醫生教習所因此廢校，無法考取醫師執照的南風原朝保遂前往東京。1912年到達東京的南風原朝保進入日本醫學專門學校，即今日的日本醫科大學，但兩個月即輟學。:28-301915年南風原朝保與第一任妻子比屋根夏子結婚，並通過醫術開業檢定。兩年後在1917年南風原朝保取得執照並前往叔父所在的俄羅斯，其叔父屋我良行在日俄戰爭結束後的隔年到俄羅斯的尼古拉斯克開設醫院，同年長女南風原里里出生。南風原朝保在此地留停約一年，1918年尼古拉斯克陷入戰況，南風原朝保返回沖繩。:62-63之後他擔任沖繩縣伊良部駐村醫師以及兼任伊良部、佐良濱尋常高等小學校校醫直到1919年。

### 臺灣
1919年南風原朝保在妻子病逝後，帶著女兒和15歲的弟弟搭乘那霸基隆線到臺灣。他首先在臺北廳稻江醫院擔任檢疫醫，之後兼任臺北醫院第一內科囑託，後成為主任，也曾職臺北第一高等女學校。:1071924年南風原朝保在辭職後於兒玉町獨立開業，開設南風原醫院。:109在開業期間，南風原朝保發表醫學研究，《血液型ヨリ觀タル沖繩縣人》一文中用醫學證據推論琉球民族屬於大和民族，另外也根據研究推論臺灣死亡率高是幼兒得破傷風後的高死亡率所導致的，這個時期南風原朝保亦擔任臺灣總督府中央研究所衛生部細菌學第一研究室囑託。:75在寫了數篇醫學論文後，南風原朝保於1939年獲得醫學博士學位。
南風原朝保在行醫之外，也參與各種文藝活動並在1931年以畫作《檢查室》入選第5回臺展西洋畫部門。他參加了包含以臺北帝大、總督府圖書館、臺日社成員為核心組成的臺灣愛書會，:73以及臺北醫院前輩樋詰正治所成立的璞玉あらたま短歌社，並在《あらたま》月刊中刊登數篇短歌作品。:74-75在取得博士的同一年，南風原朝保的畫作於由全日本醫學博士所組成的日本醫家美術協會中展出，是臺灣唯一展出的畫作。:77另外，他是《南島》雜誌編輯顧問的一員，《南島》雜誌是由在臺日人集結合辦關於沖繩研究的刊物，雜誌成員包含民俗學與人類學的學者與教師，像是臺北帝國大學教授金關丈夫、淺井惠倫、移川子之藏等人。南風原朝保也在每月定期與古董收藏同好金關丈夫、葛超智等人聚會。:79

### 戰後
戰後日本人開始陸續撤離臺灣，而由於戰後沖繩被美軍接管導致沖繩人無法撤離，沖繩同鄉聯合會會長與儀喜軒、副會長南風原朝保以及安里積千代、川平朝申等人負責交涉撤離之事物，而聯合會事務所設在南風原醫院。:2401946年12月沖繩人全數撤離臺灣，南風原朝保回到沖繩後在那霸市開設醫院，並擔任首屆沖繩醫學會會長。:259此外，南風原朝保參與沖繩政治運動，他在1947年沖繩建設懇親會的發起人名單中，沖繩建設懇親會後來發展成沖繩第一個政黨沖繩民主同盟，參與沖繩獨立運動。:259

## 家庭
南風原家為琉球一般士族，南風原朝保的父親南風原朝佐曾是貨船船員，母親阿都出身首里名門士族屋我家，朝保的兩位叔叔，一位是醫師屋我良行，一位是琉球舞蹈家屋我良勝。:27南風原朝保的弟弟南風原朝光為一名畫家，擅長油畫，並曾入選臺展並在府展獲得特選。南風原朝保共有三段婚姻，1915年5月朝保與名叫比屋根夏子的女性結婚，1917年7月12日長女南風原里里出生，1919年第一任妻子過世。:34-35來臺後，南風原朝保於1926年與小九歲的山崎光惠再婚並育有兩子，而兩人在戰後回到沖繩時離婚。南風原朝保的最後一任妻子是古波藏登美，兩人於南風原朝保回到沖繩後結婚，直到南風原朝保1957年因癌症去世。:282在三段婚姻中南風原朝保共有四名非婚生子女，包含和一名記者生下的一子以及與在南風原醫院工作的沖繩籍護士生下的三個孩子。:254-255

## 軼事
在南風原朝保親筆寫的履歷表中他於1915年3月從東京私立日本醫學專門學校畢業，實則讀兩個月即輟學，之後在醫學雜誌《日本之醫界》擔任記者賺取生活費，並準備考取醫師執照。:28-30在1939年46歲時透過臺北帝國大學的三田定則校長推薦得到母校日本醫科大學教授會通過授予醫學博士。

## 醫學研究著作
- 《季節、年齡、性等ヨリ見タル人同種血液凝集價ニ就テ》，（臺北市：臺灣總督府中央研究所衞生部， 1933）。[1]:94

- 《血液型ヨリ觀タル沖繩縣人》，（臺北市：臺灣總督府中央研究所衞生部， 1936）。[1]:94

- 《M.N 血液型ニ關スル研究第一編家兎及山羊ニ於ケル抗 M.抗 N 凝集素產生 機轉ニ就テ》，（臺北市：臺灣總督府中央研究所衞生部，1938）。[1]:94

- 《臺灣に於ける乳兒破傷風に就て》，（出版地不詳:公眾保健協會雜誌拔刷，1938）。[1]:94

- 《臺灣ニ於ケル乳幼兒死亡ニ就テ》，（臺北市：南風原醫院，1938）。[1]:94